# 春雨醫生
春雨醫生是中華人民共和國一家医疗行业公司，成立於2011年的北京市。其首款产品春雨掌上医生是一款医患问答和交流软件。2015年5月7日，春雨医生宣布在中華人民共和國5个城市开设25家线下诊所，到2015年底，在中華人民共和國50个大中型城市开设300家诊所。

## 外部連結
- 官方网站